# Awajki
Awajki (Duits: Awecken) is een plaats in het Poolse district  Elbląski, woiwodschap Ermland-Mazurië. De plaats maakt deel uit van de gemeente Pasłęk en telt 80 inwoners.